# Christian Jones (giocatore di football americano)
Christian Jones (Houston, 12 maggio 2000) è un giocatore di football americano statunitense che milita nel ruolo di offensive tackle per gli Arizona Cardinals della National Football League (NFL).

## Carriera universitaria
Nella sua prima stagione a Texas nel 2018, Jones non disputò alcuna partita. Nel 2019 disputò 13 partite negli special team. Divenne stabilmente titolare l’anno successivo, disputando tutte le 10 gare come partente, di cui nove come tackle destro e una come tackle sinistro. Nel 2021 disputò come titolare tutte le 12 partite. Nel 2022 disputò come titolare tutte le 13 partite, venendo nominato menzione onorevole della Big 12 Conference dopo avere contribuito a fare correre a Bijan Robinson 1.580 yard e 18 touchdown. Fece ritorno per la sua ultima stagione nel 2023 partendo come titolare in tutte le 13 gare, venendo nominato ancora menzione onorevole della conference e inserito nella seconda formazione ideale del Texas da Dave Campbell's Texas Football. Chiuse la carriera nel college football con 61 presenze, di cui 48 come titolare, venendo invitato al Senior Bowl.

## Carriera professionistica

### Arizona Cardinals
Jones fu scelto nel corso del quinto giro (162º assoluto) del Draft NFL 2024 dagli Arizona Cardinals. Nella sua prima stagione disputò due partite, di cui una come titolare.